# Jarosław Gała
Jarosław Gała (ur. 4 listopada 1965 w Gorzowie Wielkopolskim) – polski żużlowiec.
Zadebiutował w rozgrywkach ligowych 16 maja 1985 roku w meczu wyjazdowym przeciwko Polonii Bydgoszcz. Gorzowski klub reprezentował w latach 1983-1992. Kolejne cztery sezony jeździł w Polonii Piła, czynną karierę zakończył w 1996 roku. Dwukrotnie zdobył medale drużynowych mistrzostw Polski: srebrny (1992) oraz brązowy (1996). W 1992 r. wystąpił w finale drużynowego Pucharu Polski, zdobywając srebrny medal.
Był finalistą młodzieżowych indywidualnych mistrzostw Polski (Toruń 1986 – IX m.), młodzieżowych mistrzostw Polski par klubowych (Ostrów Wielkopolski 1986 – złoty medal), młodzieżowych drużynowych mistrzostw Polski – dwukrotnie (Toruń 1985 – brązowy medal, Zielona Góra 1986 – złoty medal) oraz mistrzostw Polski par klubowych (Bydgoszcz 1991 – VI m.).
Obecnie pełni funkcję toromistrza na torze Stali Gorzów Wielkopolski.